# رصاصية
الفصيلة الرصاصية فصيلة نباتية من رتبة القرنفليات تضم 24 جنساً تشمل ما مجموعه حوالي 800 نوع.

## من أجناسها
- الرصاصية (باللاتينية: Plumbago)
- الغملول (باللاتينية: Acantholimon)